# Böhmische Malerschule

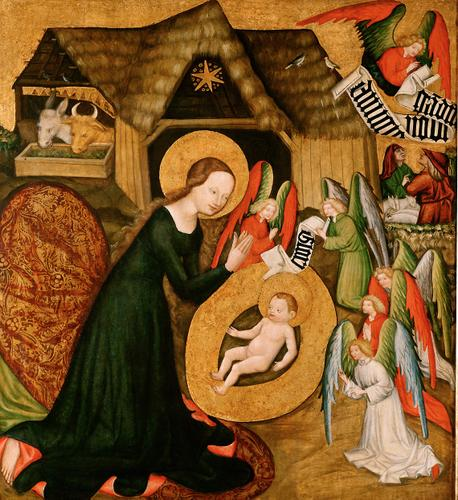
Meister von Raigern (Rajhrad): Geburt Christi, um 1420

Als Böhmische Malerschule werden manchmal in der Kunstgeschichte die gotischen Maler des 14. Jahrhunderts zusammengefasst, die ab 1346/1349 in Böhmen tätig werden konnten, weil Karl IV. und Wenzel IV. damals Prag und dessen Umgebung als ein Kulturzentrum förderten. Zuerst z. B. als Buch- und Wandmaler im Dienste ihrer höfischen Mäzene beginnen Künstler der Schule aus byzantinischer Formentradition auch unter dem Einfluss oberitalienischer und französischer Meister einen eigenen gotischen Malstil zu entwickeln. Ihre Tafelbilder und andere Arbeiten für Kirchen und Klöster der Region beeinflussen beispielsweise auch die Nürnberger Malerei ihrer Zeit, eine Entwicklung, die eine überregionale, europaweite Bedeutung böhmischer Malerei zeigen kann. Nach Wenzels Absetzung 1400 und seinem Tod 1419 ging dieser Einfluss jedoch rasch zurück.

## Werke
Bedeutende Beispiele der Werke der Buchmalerei einer böhmischen Malerschule sind beispielsweise der Liber viaticus aus der Zeit um 1355 und die um 1390 entstandene Wenzelsbibel, die eventuell flandrischen Stil in die Region brachte. Es werden weiter z. B. die folgenden Meister zu der Schule gerechnet, die in ihren Altären religiöse Themen mit detailgetreuen Darstellungen zu entwickeln beginnen und durch individuelle Figurencharakterisierung und lebendige Gestik konventionellere und starrere Formen vorhergehender Malrichtungen aufzulösen streben:
- Meister von Hohenfurth (um 1350)
- Meister des Liber viaticus des Johannes von Neumarkt (um 1355)
- Nikolaus Wurmser (um 1360)
- Theoderich von Prag (um 1360)
- Meister von Wittingau (um 1380/90)
- Meister von Raigern (um 1420)

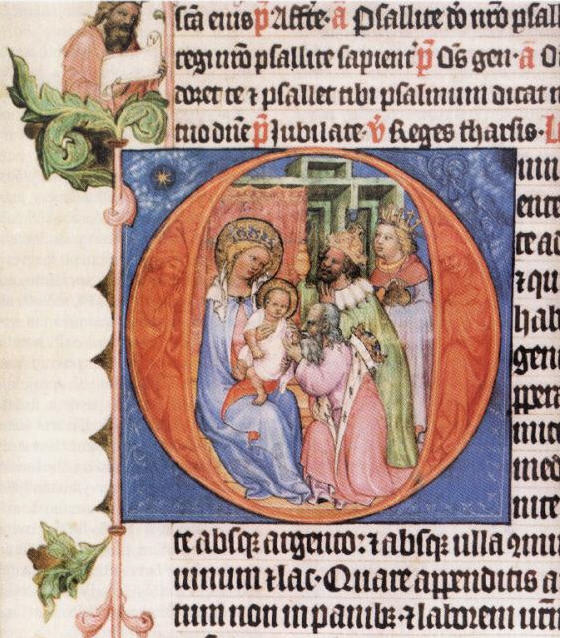
Liber viaticus des Johann von Neumarkt: Böhmische Malerschule, um 1355
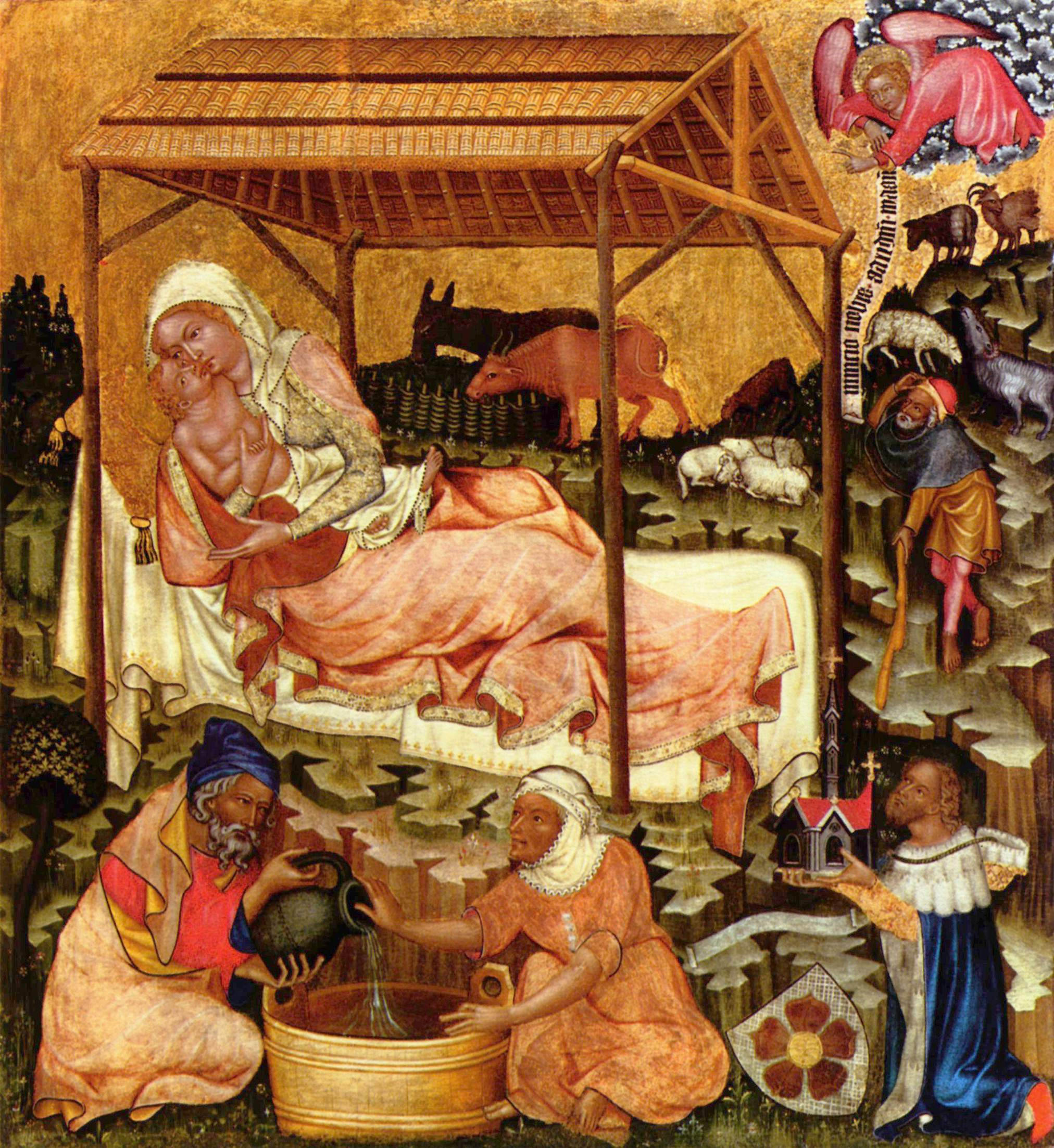
Meister von Hohenfurth: Geburt Christi, um 1350
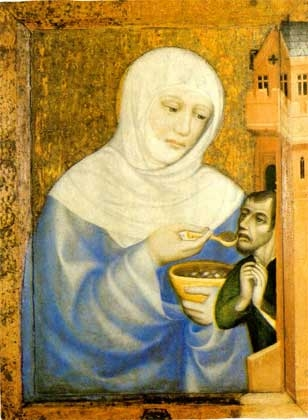
Meister Theoderich von Prag, St. Elisabeth, um 1360
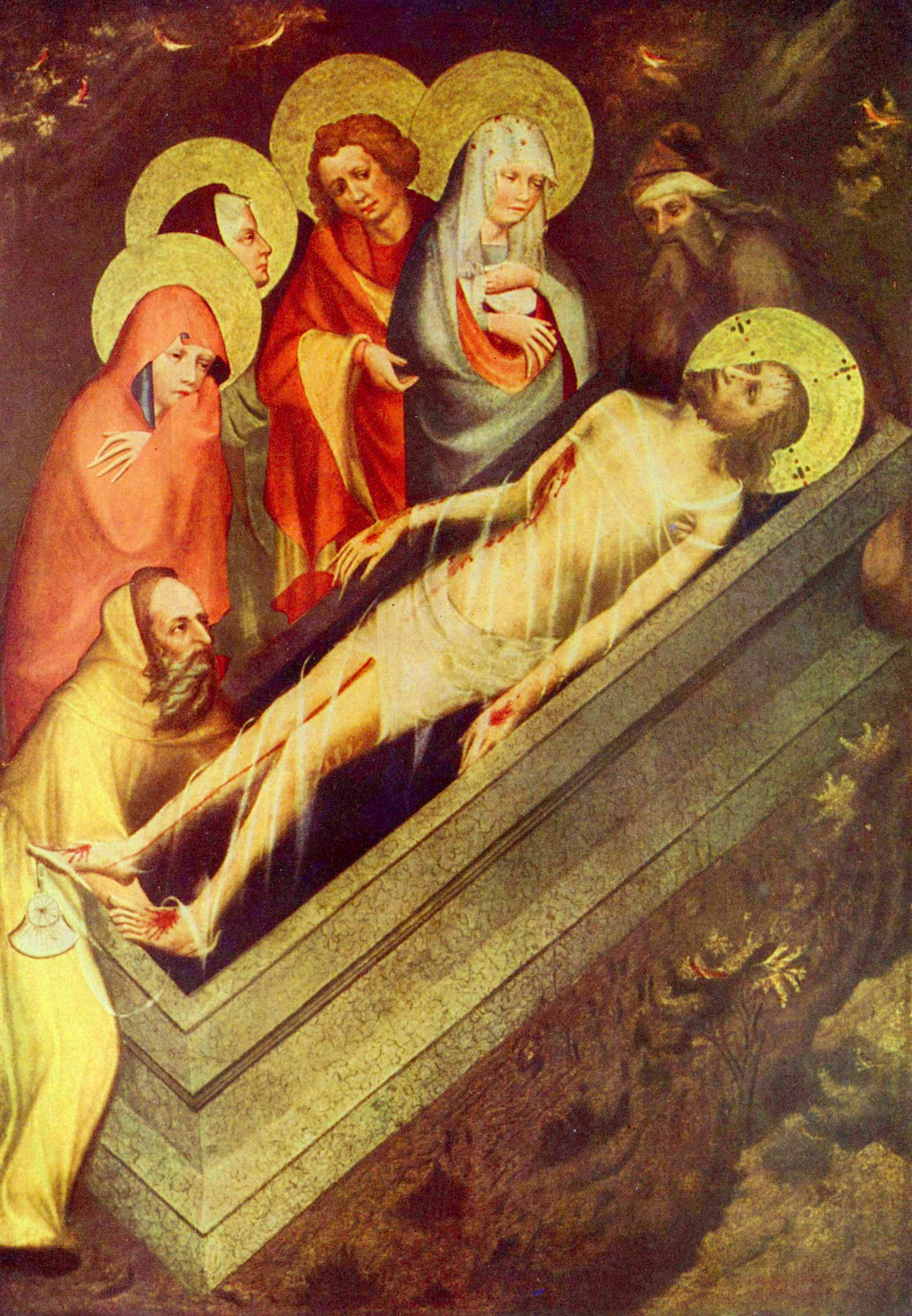
Meister des Wittingauer Altars: Grablegung Christi, um 1380